# Libvirt

libvirt поддерживает несколько гипервизоров и поддерживается приложениями для управления виртуальными машинами, например Virtual Machine Manager.

libvirt — свободная реализация API, демон и набор инструментов для управления виртуализацией. Позволяет управлять гипервизорами Xen, KVM, VirtualBox, OpenVZ, LXC, User-mode Linux, VMware ESX/GSX/Workstation/Player, QEMU, Hyper-V, PowerVM, Parallels Workstation, bhyve и рядом других средств виртуализации, предоставляет возможность контролировать виртуальные машины по сети, расположенные на других компьютерах. Эти API широко используются в слоях гипервизоров при разработке облачных решений.
Реализовано как си-библиотека с привязками для других языков программирования, в том числе для Python, Perl, OCaml, Ruby, Java, JavaScript (при помощи Node.js) и PHP —  для таких языков программирования libvirt выглядит как обёртка вокруг другого класса (пакета) libvirtmod. Реализация libvirtmod тесно связана с частью этой библиотеки через Си (C++) по синтаксису и функциональности.
Среди программ управления виртуализацией, использующих libvirt — Virtual Machine Manager, virsh, oVirt, Р-Виртуализация.
Разработка libvirt спонсировалась Red Hat со значительными взносами от других организаций и частных лиц. Входит в большинство дистрибутивов Linux; управление удалёнными узлами также доступно из Apple Mac OS X и Microsoft Windows.